# Port lotniczy (film)
Port lotniczy  – amerykański film katastroficzny z 1970 roku, na podstawie książki Port lotniczy, której autorem jest Arthur Hailey. 
Obraz był nominowany w 1970 do Oscara w kilku kategoriach; otrzymał statuetkę dla najlepszej aktorki drugoplanowej (Helen Hayes).

## Opis fabuły
Port lotniczy Lincoln zmaga się ze śnieżycą. Ma wystartować ostatni samolot przed tymczasowym zamknięciem ruchu ze względu na złe warunki atmosferyczne. Wśród pasażerów znajduje się D. O. Guerrerro, który wykupuje wysoką polisę i podróżuje z tajemniczą walizką, a także Ada Quonsett, miła staruszka podróżująca na gapę.
Po pewnym czasie okazuje się, że Guerrero jest w posiadaniu śmiertelnej broni. Zaczyna się walka o życie załogi i pasażerów.

## Obsada
- Dean Martin – kapitan Vernon Demerest
- Burt Lancaster – Mel Bakersfeld
- Gary Collins – Cy Jordan
- Helen Hayes – Ada Quonsett
- Barbara Hale – Sarah Bakersfeld Demerest
- Barry Nelson – kapitan Harris
- Van Heflin – D. O. Guerrerro
- Maureen Stapleton – Inez Guerrero
- George Kennedy – Joe Patroni
- Jacqueline Bisset – Gwen Meighen
- Jean Seberg – Tanya Livingston

i inni